# Максим (Германюк)
Митрополит Макси́м Германю́к (30 жовтня 1911, Нове Село, Жовківський повіт, Австро-Угорщина, нині Львівської області — 3 травня 1996, Вінніпег, Канада) — український церковний діяч, редемпторист, митрополит Вінніпезький Української греко-католицької церкви (1956—1992).

## Життєпис

### Дитинство і школи
Народився Максим Германюк у родині галицьких селян-господарів Микити Германюка та Анни з дому Мончук. Виховання спочатку одержав від батьків у рідному Новому Селі, відтак почав відвідувати семикласну школу в містечку Куликів, де й закінчив п'ятий клас. У 1927 році записався до гімназії оо. Редемптористів у Збоїськах, закінчив гімназію в 1932 — і вступив на новіціат оо. Редемптористів у Голоску біля Львова.

### Духовна семінарія й університети
Вищу освіту одержав у Бельгії: два роки студіював філософію в Духовній семінарії оо. Редемптористів у Левені, а в 1938 році завершив чотирирічний курс богослов'я у Боплато. Повернувшись у Галичину, з рук єпископа Миколая (Чарнецького) був висвячений 4 вересня 1938 ієромонахом Чину Редемптористів.
Уже як священик повернувся на богословський факультет Левенського католицького університету у 1939 році, де одночасно розпочав у Орієнтальному Інституті університетські студії асировавилонської й гебрейської мов та орієнтальної історії; одержав дипломи баклавра (1940) і абсольвента богослов'я (1942).
У 1943 захистив докторську дисертацію «Про притчі євангельські у Климента Александрійського», оборонив публічно 20 богословських тез та завершив студії докторатом із богослов'я. Одержавши диплом ліцензіата-орієнталіста, викладав моральну філософію, соціологію й гебрейську мову в Духовній семінарії оо. Редемптористів в Боплато.
Габітлітувався в Левенському католицькому університеті, написавши наукову працю «Євангельські притчі» та оборонив 72 тези із обсягу моральної та догматичної теології: завершивши студії, одержав науковий ступінь «Maitre Agrege».

### Священницька праця
У 1945 році, як єдиний у повоєнні часі священник українського обряду в Бельгії, зайнявся біженцями-українцями, яких багато прибуло до Бельгії після Другої світової війни. Тут о. Германюк виявився здібним організатором не лише духовного та релігійного життя між новоприбулими, але й національного і соціального: допомагав переміщеним особам рятуватись перед примусовою репатріацією в УРСР, розшукував їм житло і працю, допомагав їм емігрувати з таборів для скитальців тощо. Був у числі ініціаторів та основників «Українського допомогового комітету в Бельгії» і брав активну участь у ньому аж до свого виїзду в Канаду.
З появою релігійного журналу «Голос Христа Чоловіколюбця» у червні 1946 року, редагував його аж до жовтня 1948, коли й відбув до Канади. Також укладав та редагував релігійну літературу, яка виходила у видавництві оо. Редемптористів у Левені. Зорганізував при «Українському науково-освітньому товаристві в Бельгії», якому служив як перший голова, «Пресове бюро ПБ, Левен», яке довго після його виїзду постачало українську пресу відомостями з життя українців у цій країні.
З 1945 року займався в Бельгії українською студіюючою молоддю: заохочував до вищих студій, старався про прийняття у Левенський католицький університет, організував для студентів стипендії, заснував для них студентський дім, відновив студентське товариство «Обнова». Служив студентству духовником-капеланом та брав участь у міжнародних конгресах для студентства, як от: «Пакс Романа» (1946), Саламанка, Іспанія; Конгрес товариства студентів католицьких університетів (1946), Фрайбург, Швейцарія; і, «Пакс Романа» (1948), Спа.

### Еміграція в Канаду
10 жовтня 1948 р. виїхав з Європи на нове приначення — на посаду протоігумена Української віце-провінції оо. Редемптористів у Канаді й Америці. Прибувши в Канаду, зайнявся не лише обов'язками нового уряду в Чині Найсвятішого Ізбавителя (ЧНІ), але й додав то тих обов'язків теж обов'язок професора морального богослов'я та Святого Письма в Духовній семінарії оо. Редемптористів у Вотерфорд, Онтаріо.
З березня 1950 організував і очолив редакційну колегію богословського квартальника «Логос»; з жовтня 1950 прийняв обов'язки пароха в Східному Торонто.

### Єпископ і Митрополит
Дня 13 січня 1951 номінований апостольською столицею єпископом-помічником екзарха Манітобського екзархату. 29 червня 1951 одержав єпископські свячення в Катедрі святих Володимира і Ольги у Вінніпегу.
З того дня о. Максим Германюк уже: титулярний єпископ Сіннський, вікарій єпископа Манітобського (1951).
Дня 13 березня 1955 призначений апостольською столицею на єпископа-коад'ютора Манітобського (1955); 1 вересня 1956 після смерти дотеперішнього єпископа Василя Ладики, Максим Германюк став єпархом Манітоби, а з 3 листопада 1956 — Архієпископ-митрополит Вінніпезький та Глава УГКЦ в Канаді; з 16 грудня 1992 року — архієпископ-емерит.

### Нагороди
20 жовтня 1982 року канадський уряд нагородив митрополита Максима Германюка «Орденом Канади» ІІ ступеня (Офіцер ордену Канади), який вручив йому генеральний губернатор Канади Едвард Шраєр.
26 квітня 1994 р. отримав найвище відзначення від провінційного уряду Манітоби — Captain of the Order of the Buffalo Hunt.